# Boiling Springs (Carolina del Sur)
Boiling Springs es un lugar designado por el censo ubicado en el condado de Spartanburg, en el estado estadounidense de Carolina del Sur. La localidad en el año 2000 tiene una población de 4.544 habitantes en una superficie de 17.6 km², con una densidad poblacional de 257.5 personas por km². 

## Geografía
Boiling Springs se encuentra ubicado en las coordenadas 35°2′35″N 81°58′31″O / 35.04306, -81.97528. Según la Oficina del Censo, el pueblo tiene un área total de 17,6 km² (6,8 mi²), de la cual 17,6 km² (6,8 mi²) es tierra y 0 km² (0 mi²) (0.0%) es agua.

### Localidades adyacentes
El siguiente diagrama muestra a las localidades en un radio de 12 kilómetros (7,5 mi) de Boiling Springs.

## Demografía
En el 2000 la renta per cápita promedia del hogar era de $52.285, y el ingreso promedio para una familia era de $58.160. El ingreso per cápita para la localidad era de $20.814. En 2000 los hombres tenían un ingreso per cápita de $37.625 contra $28.279 para las mujeres. Alrededor del 6.40% de la población estaba bajo el umbral de pobreza nacional. 